# 489 km (obwód pskowski)
489 km (ros. 489 км) – przystanek kolejowy w pobliżu miejscowości Sieliłowo, w rejonie wielkołuckim, w obwodzie pskowskim, w Rosji. Położony jest na linii Moskwa - Siebież.